# Smiljan
Smiljan je vesnice v Chorvatsku. Nachází se 7 km západně od Gospiće, pod který administrativně spadá. V roce 2001 tu žilo dle úředních údajů 446 obyvatel.
První písemná zmínka pochází z 6. prosince 1504. Vesnice je rodištěm vynálezce srbského původu Nikoly Tesly (1856–1943), jehož otec zde působil jako kněz. Mezi místní rodáky patří také vynálezce a průkopník telegrafie Ferdinand Kovačević (1838–1913) nebo politik Tomislav Tomljenović (1877–1945).